# Фабержеово јаје
Фабержеово јаје је назив за ускршња јаја из колекције од укупно 69 примерка, од којих су 52 царска (два примерка су незавршена), које је направио руски јувелир Карл Петар Фаберже за руске цареве у периоду од 1885. до 1917. године.
Пажњу руске царске породице Романов и касније светску славу, Фаберже је постигао на Сверуској изложби у Москви 1882. године, за коју је, уз помоћ брата Агатона, припремио оригиналне комаде накита. Цар и царица су му за ту колекцију доделили златну медаљу, јер је својим радом „започео нову еру у уметности израде накита“. После тога је постао царски набављач и дворски јувелир.
Јаја су прављена од скупоцених метала, као што су злато и сребро, бакар, никл и паладијум, а готова јаја на крају су украшавани драгим камењем сафирима, рубинима, смарагдима, дијамантима. Јаја су у себи садржала, најразличитија изненађења: медаљон, коњаник, штафелај, воз, лабуд, петао, птица, срце, пупољци, кочије и други.
За основу јаја коришћен је природни камен: јаспис, родонит, ахат, кварц, лапис лазули и нефрит. Коришћена је техника делимично провидног емајла, некад и у по неколико слојева, од којих је сваки морао да буде посебно печен. Мада су у време њихове израде, јувелири користили свега неколико боја, Фаберже је експериментисањем успео да постигне чак 140 различитих нијанси. Дизајн за израду јаја инспирисан уметничким делима пресликаним Ермитаж и важни моменти из историје царске породице, као што су крунисање цара Николаја, завршетак транссибирске железнице и годишњица брака или владавине.
Прво јаје је руски цар Александар III поклонио својој жени Марији Фјодоровној за Ускрс 1885. године. Њој се поклон толико допао да је цар наставио са поклањањем скупоцених јаја за сваки следећи празник. Ту традицију је наставио и његов наследник Николај II.

## Списак јаја
Петер Карл Фаберже је посао израде јаја поделио на неколико мањих специјализованих радионица. Два мајстора заната, најодговорнијих за израду јаја, били су Михајло Перчин и Хенрик Вингштрем. Данас је поуздано лоцирано 44 јаја, а још два су препозната са фотографија. Осим царских постоји још 12 ускршњих јаја рађених за сибирског власника рудника злата Александра Келха.

### Списак јаја направљена за царску породицу
Следи хронолошки списак јаја израђених за царску породицу. Откриће изгубљеног Трећег царског Ускршњег јаја потврдило је овај след.
| година израде | јаје                              | слика                               | опис | власник                                                                                                   |
| ------------- | --------------------------------- | ----------------------------------- | --- | --- |
| 1885          | Кокошка                           |                                     | Прво у низу од 54 драгуљарских јаја направљених за руску царску породицу под надзором Фабержеа. Испоручено је Александру III 1885. године. Царском пару се јаје толико допало, да је Александар III наручио од Фабержеа ново јаје, као поклон за своју жену, царицу Марију Фјодоровну за сваки Ускрс. | Виктор Векселберг                                                                                         |
| 1886          | Кокошка са привеском од сафира    |                                     | Такође познато и као Јаје са кокошком у корпи, направљено 1886. за Александра III, који га је поклонио својој жени. | Изгубљено                                                                                                 |
| 1887          | Треће царско јаје                 |                                     | Златно јаје са сатним механизмом Vacheron & Constantin. Пошто је откривено на једној америчкој бувљој пијаци 2014 године, купио лондонски златар Вартски за неиндентификованог приватног колекционара | Приватна колекција                                                                                        |
| 1888          | Херувим са кочијом                |                                     | Познато такође и као Анђео са јајетом у кочији, Израђено за Александра III, који га је поклонио својој жени | Изгубљено                                                                                                 |
| 1889          | Несесер                           |                                     | Израђено за Александра III, који га је поклонио својој жени | Изгубљено                                                                                                 |
| 1890          | Дански дворци                     |                                     | Израђено за Александра III, који га је поклонио својој жени | Фондација Матилде Гедингс Греј. Од 2016. чува се у Музеју Метрополитен у Њујорку                          |
| 1891          | Памћење Азова                     |                                     | | Чува се у Палати оружја у Московском Кремљу                                                               |
| 1892          | Дијамантска мрежа                 |                                     | Изненађење је слон - аутомат, раније се сматрало изгубљеним, али је наводно 2015. године пронађено у Краљевској колекцији у Лондону, раније се сматрао изгубљеним | Колекција Дороти и Арта Мекферина                                                                         |
| 1893          | Кавкаско јаје                     |                                     | | Фондација Матилде Гедингс Греј. Чува се у Музеју Метрополитен у Њујорку                                   |
| 1894          | Ренесанса                         |                                     | | Виктор Векселберг                                                                                         |
| 1895          | Пупољак руже                      |                                     | | Виктор Векселберг                                                                                         |
| 1895          | Јаје-сат Плава змија              |                                     | Сматрајући га као поклон Александра III својој супрузи, тадашњи цар Николај II поклонио га је својој удовици-мајци царици Марији Фјодоровној. До марта 2014. веровало се да је то Треће царско јаје | Алберт II, кнез од Монака, Монте Карло, Монако                                                            |
| 1896          | Горски кристал                    |                                     | Познато такође и као Јаје са ротирајућим минијатурама | Музеј лепих уметности Вирџинија                                                                           |
| 1896          | Дванаест монограма                |                                     | Познато и као Портрети Александра III Изненађење недостаје | Музеј Хилвуд, Вашингтон, САД                                                                              |
| 1897          | Царско крунисање                  |                                     | | Виктор Векселберг                                                                                         |
| 1897          | Мауве                             |                                     | Јаје је изгубљено, преостало је само изненађење | Изгубљено / Виктор Векселберг                                                                             |
| 1898          | Ђурђевци                          |                                     | Направљено у Фабержеовом атељеу под Фабержеовим надзором. Једно је од два јаја направљена у стилу Арт нуова. Поклоњено је 5. априла цару Николају II, који га је поклонио својој супрузи, царици Александри Фјодоровној | Виктор Векселберг                                                                                         |
| 1898          | Пеликан                           |                                     | | Музеј лепих уметности Вирџинија                                                                           |
| 1899          | Букет љиљана                      |                                     | | Палата оружја у Московском Кремљу                                                                         |
| 1899          | Дан-и-ноћ                         |                                     | Изненађење | Матилда Греј Стрим, САД                                                                                   |
| 1900          | Транссибирска железница           |                                     | | Палата оружја у Московском Кремљу                                                                         |
| 1900          | Петлић                            |                                     | | Виктор Векселберг                                                                                         |
| 1901          | Корпа са цвећем                   |                                     | | Краљевска колекција, Лондон                                                                               |
| 1901          | Гатчински дворац                  |                                     | | Валтер арт Музеј, Балтимор, Мериленд, САД                                                                 |
| 1902          | Лист детелине                     |                                     | | Палата оружја у Московском Кремљу                                                                         |
| 1902          | Ампир                             |                                     | | Приватна колекција                                                                                        |
| 1903          | Петар Велики                      |                                     | | Музеј лепих уметности Вирџинија                                                                           |
| 1903          | Данско краљевско                  |                                     | | Изгубљено                                                                                                 |
| 1904          | Јаја нису прављена                | Јаја нису прављена                  | Јаја нису прављена | Јаја нису прављена                                                                                        |
| 1905          | Јаја нису прављена                | Јаја нису прављена                  | Јаја нису прављена | Јаја нису прављена                                                                                        |
| 1906          | Московски кремљ                   |                                     | | Палата оружја у Московском Кремљу                                                                         |
| 1906          | Лабуд                             |                                     | | Швајцарска                                                                                                |
| 1907          | Решетка са ружама                 |                                     | | Музеј уметности Валтерс у Балтимору, Мериленд, САД                                                        |
| 1907          | Љубавни трофеј                    | Познато и као Колевка са гирландама | | Приватна колекција                                                                                        |
| 1908          | Александровски дворац             |                                     | | Палата оружја у Московском Кремљу                                                                         |
| 1908          | Паун                              |                                     | | Швајцарска                                                                                                |
| 1909          | Јахта „Стандарт”                  |                                     | | Палата оружја у Московском Кремљу                                                                         |
| 1909          | У спомен на Александра III        |                                     | | Изгубљено                                                                                                 |
| 1910          | Колонада                          |                                     | | Краљевска колекција, Лондон                                                                               |
| 1910          | Александар III коњаник            |                                     | | Палата оружја у Московском Кремљу                                                                         |
| 1911          | 15-годишњица владавине            |                                     | | Виктор Векселберг                                                                                         |
| 1911          | Ловорово дрво                     |                                     | Такође познато и као Поморанџино дрво | Виктор Векселберг                                                                                         |
| 1912          | Царевић                           |                                     | | Музеј лепих уметности Вирџинија                                                                           |
| 1912          | Наполеоновско                     |                                     | | Музеју Метрополитен у Њујорку                                                                             |
| 1913          | 300-годишњица дома Романовых      |                                     | | Палата оружја у Московском Кремљу                                                                         |
| 1913          | Зима                              |                                     | | Катар |
| 1914          | Мозаик                            |                                     | | Краљевска колекција, Лондон                                                                               |
| 1914          | Катарина Велика                   |                                     | Јаје је направио „последњи Фабержеов главни мајстор”. Цар Николај II поклонио га је својој мајци, царици Марији Фјодоровној. Изненађење у њему (сада изгубљено) was „механичка столица-носиљка, коју носе два тамнопута носача, у којој седи Катарина Велика". | Музеј Хилвуд, Вашингтон, САД                                                                              |
| 1915          | Црвени Крст са триптихом          |                                     | | Музеј лепих уметности Кливленд, Кливленд, Охајо                                                           |
| 1915          | Црвени Крст са царским портретима |                                     | | Музеј лепих уметности Вирџинија                                                                           |
| 1916          | Челична војска                    |                                     | | Палата оружја у Московском Кремљу                                                                         |
| 1916          | Орден Светог Георгија             |                                     | Направљено је током Првог светског рата у част Ордена Светог Георгија којим је одликован цар Николај II и његов син, велики кнез и царевић Алексеј Николајевич. Ово, као и претходно јаје (Челична војска) била су скромније израде, у складу са штедњом током Првог светског рата. Фаберже је за оба добио 13,347 рубаља. Јаје је напустило Совјетску Русију заједно са својом власницом, Маријом Фјодоровном. | Виктор Векселберг                                                                                         |
| 1917          | Карелијска бреза                  |                                     | Јаје је требало да буде завршено и испоручено Цару пред Ускрс 1917. године, како би га он поклонио својој мајци. Пре него што је испоручено избила је Фебруарска револуција и Николај II је 15. марта приморан да абдицира. Око месец дана касније, 25. априла, Фаберже шаље Цару рачун за јаје, али га не адресира на „Николаја II, цара свих Руса” већ на "Г. Романова, Николаја Александровича". Николај је за јаје платио 12,500 рубаља и јаје је послато великом кнезу Михаилу Александровичу у његову палату, али је војвода напустио палату пре него што је јаје стигло. Остало је у палати све док није украдено током Октобарске револуције. | Руски колекционар Александар Иванов. Изложено је у Ивановљевом Музеју Фабержеа у Баден-Бадену у Немачкој. |
| 1917          | Сазвежђе (недовршено)             |                                     | Због Руске револуције 1917. ово јаје никада није довршено и поклоњено Жени цара Николаја, царици Александри Фјодоровној. Постоје два јаја за која се тврди да су јаје Сазвежђе: једно је у Минеролошком музеју Ферсман у Москви, а друго у поседу руског колекционара Александра Иванова и изложено је у Ивановљевом Музеју Фабержеа у Баден-Бадену у Немачкој | Минеролошки музеј Ферсман у Москви или Музеј Фабержаеа Баден-Бадену.                                      |

### Списак јаја направљених за Александра Келха
Фабержеу је такође наручено и дванаест јаја за власника рудника злата у Сибиру, Александра Фердинандовича Келха, као поклони за његову жену Барбару (Варвара) Келх-Базанову. Иако су произведена у Фабержеовој радионици, та јаја нису била тако детаљна као царска јаја, и нису била ни јединствена у дизајну. Већина су копије других јаја.
| Година израде | Јаје             | Слика | Опис | Власник                           |
| ------------- | ---------------- | ----- | ---- | --------------------------------- |
| 1898          | Келхова кокошка  |       |      | Виктор Векселберг                 |
| 1899          | Дванаест панела  |       |      | Краљевска колекција, Лондон       |
| 1900          | Шишарка          |       |      | Приватна колекција                |
| 1901          | Цвет јабуке      |       |      | Приватна колекција                |
| 1902          | Рокај            |       |      | Колекција Дороти и Арта Мекферина |
| 1903          | Бонбоњера        |       |      | Приватна колекција                |
| 1904          | Келхов Шантиклер |       |      | Виктор Векселберг                 |

### Списак осталих Фабержеових јаја
| Година израде | Јаје                    | Слика | Опис                                                            | Власник                           |
| ------------- | ----------------------- | ----- | --------------------------------------------------------------- | --------------------------------- |
| 1885–91       | Плави пругасти емајл    |       |                                                                 | Приватна колекција                |
| 1902          | Војвоткиња од Марлбороа |       |                                                                 | Виктор Векселберг                 |
| 1902          | Ротшилд                 |       |                                                                 | Ермитаж, Санкт Петербург          |
| 1907          | Усупов                  |       |                                                                 | Швајцарска                        |
| 1914          | Нобелово ледено јаје    |       |                                                                 | Колекција Дороти и Арта Мекферина |
| 1885–89       | Васкрсење               |       |                                                                 | Виктор Векселберг                 |
| 1899–1903     | Пролећно цвеће          |       | Могуће да је неаутентичан                                       | Виктор Векселберг                 |
| 1899–1903     | Скандинавац             |       |                                                                 | Виктор Векселберг                 |
| 2017          | Фабержеов бисер         |       | Обложено је са 139 финих белих бисера и више од 3000 дијаманата | Кућа Фабержеа                     |